# Konečná množina
Konečná množina je matematický pojem vyjadřující fakt, že množina má pouze omezený počet prvků.

## Definice
Konečnou množinu lze definovat několika ekvivalentními způsoby:
- Množina je konečná, pokud ji nelze vzájemně jednoznačně zobrazit na nějakou její vlastní podmnožinu.
- Množina je konečná, pokud ji lze vzájemně jednoznačně zobrazit na některé přirozené číslo.
- Množina je konečná, pokud každá neprázdná podmnožina potenční množiny má alespoň jeden maximální prvek vzhledem k uspořádání {\displaystyle \subseteq \,\!} („být podmnožinou“).

Výrok „x je konečná množina“ je obvykle zapisován symbolem {\displaystyle Fin(x)\,\!}.
Třída všech konečných množin je zapisována symbolem

{\displaystyle Fin=\{x:Fin(x)\}\,\!}

## Význam
Bez ohledu na to, kterou definici vybereme, zachycuje pojem konečné množiny intuitivní význam slova konečný - konečné jsou takové soubory prvků, pro které lze určit jejich počet - nějaké přirozené číslo. Tento počet prvků odpovídá u konečných množin obecnějšímu pojmu mohutnost.
Tato možnost přiřadit konečné množině nějaké přirozené číslo jako její počet, znamená, že konečnou množinu lze vzájemně jednoznačně zobrazit na podmnožinu množiny {\displaystyle \omega \,\!} všech přirozených čísel - každá konečná množina je tedy spočetná.
Všechny množiny se na základě pojmu konečnosti a spočetnosti rozpadají do tří kategorií:
- konečné, které lze vzájemně jednoznačně zobrazit na přirozené číslo
- nekonečné spočetné, které lze vzájemně jednoznačně zobrazit na množinu všech přirozených čísel
- ostatní - nespočetné

## Příklady a vlastnosti
- Prázdná množina je konečná.
- Každé přirozené číslo (ve smyslu množinové definice přirozených čísel) je konečná množina.
- {\displaystyle \omega \,\!} není konečná množina - vezmu-li například první definici, tak předpisem {\displaystyle m=2.n\,\!} lze {\displaystyle \omega \,\!} zobrazit na množinu všech sudých čísel, což je její vlastní podmnožina

Pokud platí {\displaystyle Fin(x),Fin(y)\,\!}, pak také
- {\displaystyle Fin(x\cup y)\,\!} (sjednocení dvou konečných množin je konečné)
- {\displaystyle Fin(x\cap y)\,\!} (průnik dvou konečných množin je konečný)
- {\displaystyle Fin(x\times y)\,\!} (kartézský součin dvou konečných množin je konečný)
- {\displaystyle Fin(\mathbb {P} (x))\,\!} (potenční množina konečné množiny je konečná)